# Захват британцами Адена
Захват британцами Адена — оккупация войсками Великобритании порта Аден в юго-западной части Аравийского полуострова, в то время входившего в состав султаната Лахедж, состоявшееся 19 января 1839 года. Город, впоследствии ставший центром одноимённого колониального владения, оставался под контролем англичан на протяжении 128 лет, до 30 ноября 1967 года.

## Предыстория
Начиная с XVI века Аден оказался в центре внимания сразу нескольких держав, стремившихся основать военную базу в районах Красного моря и Персидского залива, которая позволила бы контролировать торговые пути в Индийский океан и оказывать влияние на экономическую и политическую ситуацию в регионе. 26 февраля 1548 года Аден был взят войсками Османской империи под предводительством султана Сулеймана Великолепного, превратившись после этого в базу, с помощью которой османы совершали пиратские рейды против португальских владений на западном побережье Индии: не сумев взять в сентябре 1538 года Диу в результате осады, они обосновались в Адене, где возвели мощные крепостные стены, установив на них артиллерийские орудия. Впоследствии Аден стал отправной точкой для установления османскими силами Сулеймана-паши контроля почти над всем современным Йеменом, включая Сану.
Великобритания, ставшая к началу XIX века одной из сильнейших морских держав, в 1835 году отправила в Аденский залив экспедицию под руководством офицера флота по фамилии Хайнс, целью которой было оценить потенциальные выгоды от размещения в этом регионе британской военно-морской базы и стоянки для кораблей. В своём отчёте Хайнс обосновал стратегическое значение порта Аден и необходимость его оккупации. К тому же, порт служил в качестве угольной станции для пароходов, плывущих по новому маршруту Суэц-Бомбей.
Порт Аден входил в состав формально зависимого от Османской империи (а на деле — от входившего формально в её состав Египта) султаната Лахедж до 1839 года, когда султан был вынужден уступить его Великобритании 19 января 1839 года.

## Захват Адена
Для установления контроля над Аденом британцам требовалось найти какой-то обоснованный предлог. Подходящий случай представился в 1837 году, когда у берегов Аденского порта на мель сел торговый корабль Driada, шедший под британским флагом из британских индийских владений. Британские моряки впоследствии утверждали, что корабль был захвачен жителями города, а его груз разграблен, причём зачинщиком разграбления корабля был якобы «сын султана Лахеджа и Адена». В том же году этот инцидент привлёк внимание британского правительства: увидев в нём удобный случай для захвата порта, британцы заявили, что йеменские рыбаки ограбили корабль и потребовали от лахеджского султана Мохсена Аль-Абдали или выплатить компенсацию за перевозившийся на нём груз, или передать под контроль англичан порт Аден. Аль-Абдали отказался отдать контроль над Аденом, видя в этом нарушение суверенитета своего султаната, но согласился выплатить любую заявленную британцами компенсацию. Однако британцы, истинной целью которых было не получение компенсации, а оккупация стратегически важного порта и установление посредством этого военного контроля над окрестным регионом, в итоге заявили, что согласны принять в качестве компенсации за ограбление корабля рыбаками только сам Аден, начав одновременно готовиться к вооружённой операции.
22 января 1838 года султан Лахеджа Мохсен Аль-Абдали подписал с британцами договор, согласно которому уступал территорию площадью в 194 км² в пользу вновь образованной британской колонии Аден в качестве компенсации за разграбление груза корабля, которая, по его словам, не превышала 15 тысяч фунтов, но при условии, что остальная часть территории, ранее требовавшейся британцами, останется под его контролем; однако британцев данный договор не устраивал.
В 1839 году британские колониальные власти в Индии завершили подготовку к вооружённому захвату Адена. 16 января эскадра военных кораблей под командованием капитана Хейнса вошли в гавань Йемена и кратковременно заняли форт Масира. Войска султана оказали им столь ожесточённое сопротивление, что британские корабли в итоге были вынуждены отступить. Высказывается предположение, что эта первая атака имела целью лишь оценить возможности к сопротивлению сил Лахеджа, у которых, как оказалось, есть огнестрельное оружие, пусть и примитивное, и несколько старых пушек, расположенных в форте Масира с видом на «старый порт» Адена.
Спустя три дня, 19 января 1839 года, британцы подвергли Аден массированной бомбардировке из корабельных артиллерийских орудий. Силы султаната Лахедж оказались не в состоянии выдержать этот обстрел и потерпели поражение в неравном бою с флотом Британской империи, и Аден был взят.
После падения Адена и установления в нём фактической власти Хейнса османско-египетское влияние в регионе современного Йемена сильно пошатнулось. Хейнс начал вести переговоры с различными племенами юго-запада Аравии, стремясь разрушить здесь египетское влияние, подкупить местных шейхов подарками и взятками и убедить их восстать против османско-египетской армии. Эти события совпали с недовольством у многих арабских племён политикой Мухаммеда Али и в конечном счёте привели к выводу египетских войск из Йемена в 1840 году и началом после оккупации Адена колонизации Южного Йемена англичанами. Чтобы обеспечить стабильность в Адене для своих стратегических, торговых и морских интересов, британцы заключили с султанатом Лахедж договор о дружбе, а султану назначали ежегодную выплату крупной денежной суммы. Султан Лахеджа, тем не менее, в период с 1840 по 1841 год трижды пытался вооружённым путём восстановить контроль над Аденом, однако все эти попытки окончились неудачей по причине огромной разницы в силах и уровне вооружений между его и британскими войсками.
По той же причине безрезультатной оказалась попытка арабов захватить Аден в 1846 году.
Захват собственно Адена не был конечной целью британских интересов в регионе, однако именно это событие стало отправной точкой для начала расширения британского влияния на юг современного Йемена, побережье Красного моря, а затем и на восточном побережье Африки, а также позволило предотвратить проникновение в этот регион каких-либо других сил с целью его колонизации.